# پیتون لیست (بازیگر، زاده ۱۹۸۶)
پیتون لیست (به انگلیسی: Peyton List) (زاده ۸ اوت ۱۹۸۶) بازیگر آمریکایی است.
از فیلم‌های معروف او می‌توان به بازی در مجموعه تلویزیونی فلش فوروارد و انسان‌های فردا و ایفای نقش گلدن گلایدر در سریال فلش اشاره کرد.